# Karl Jenkins
Karl Jenkins (født 17. februar 1944) er en walisisk musiker og komponist.
Jenkins blev født og voksede op i Wales. Faderen, der var skolelærer, organist og korleder, gav ham hans første musikalske undervisning. Jenkins påbegyndte sin bredtfavnende musikalske karriere som oboist i National Children's Orchestra. Han studerede senere musik på universitetet i Cardiff og på Royal Academy of Music. Under det meste af sin tidlige karriere var han kendt som jazz- og jazzrock-musiker, og han spillede bl.a. på bariton- og sopransaxofon, tangenter og obo (et usædvanligt instrument i jazz-sammenhænge). Han kom med i jazz-komponisten Graham Colliers gruppe og var senere med til at danne den banebrydende jazzrock-gruppe Nucleus. I 1972 kom han med i den progressive Canterbury-rockgruppe Soft Machine og var med til at stå i spidsen for gruppen, indtil han forlod den igen i midten af 1970'erne. Gruppen var svær at kategorisere, og den spillede så forskellige steder som BBC's Promenadekoncerter, Carnegie Hall og Newport Jazz Festival. Det første Soft Machine-album med Jenkins, Six, blev årets album i 1973 på Melody Maker British Jazz Album-listen, hvor Jenkins også kom på førstepladsen i afdelingen for forskellige musikinstrumenter (hvilket han også gjorde det efterfølgende år). I 1974 blev Soft Machine udnævnt til den bedste lille gruppe i en Melody Maker-afstemning..
Jenkins har lavet megen reklamemusik og har to gange vundet branchens førstepris. Hans oftest hørte stykke musik er nok det klassiske tema, Palladio, der blev brugt af De Beers diamantfirmaet i deres berømte tv-reklamekampagne. Musikken blev senere første nummer på samlingen Diamond Music.
Som komponist fik Jenkins sit gennembrud med Adiemus-projektet, som han har dirigeret i Japan, Tyskland, Spanien, Finland og Belgien, såvel som i Royal Albert Hall og Battersea Power Station i London.
Han modtog Order of the British Empire i 2005.

## Delvis diskografi
- Adiemus: Songs of Sanctuary
- Adiemus II: Cantata Mundi
- Adiemus III: Dances of Time
- Adiemus IV: The Eternal Knot
- Adiemus V: Vocalise
- The Best of Adiemus
- Eloise (opera)
- Imagined Oceans (1998)
- The Armed Man: A Mass for Peace (1999)
- Dewi Sant (2000)
- Diamond Music (1996)
- Merry Christmas to the World (1995)
- Over the Stone (2002)
- Crossing the Stone (2003)
- Ave Verum (2004)
- Requiem (2005)
- Quirk (2005)
- River Queen (2005)
- Tlep (2006)
- Kiri Sings Karl (2006)
- Stabat Mater (2008)